# عروسک قشنگ من
«عروسکِ قشنگِ من» یک قطعه موسیقی از ساخته‌های حسن رادمرد با شعری از شوکت ملک جهانبانی است.

## تاریخچه
«عروسک قشنگ من» (عروسکِ خوشگل) از نخستین آثار موسیقی کودک در ایران است که حسن رادمرد آن را بر روی شعری از شوکت ملک جهانبانی در دستگاه ماهور برای کودکستان‌ها ساخت. به گفتهٔ حسن رادمرد، نام اصلی این سرودِ کودکستانی، «عروسک خوشگل» بوده‌است. اما با نام «عروسک قشنگ من» شهرتِ بیشتری یافته‌است.
این قطعه طی سال‌ها چندین بار تنظیم شده‌است، با این‌حال کم‌تر به نام آهنگساز و شاعر اشاره شده‌است. «عروسک قشنگ من» در سال ۱۳۵۹ در آلبوم ترانه‌های کوچک برای بیداری که گردآوری مجموعه ترانه‌های کودکستان بود با تنظیم «یوسف شهاب» و صدای هنگامه مفید (هنگامه یاشار) بدون ذکر نام آهنگساز منتشر شد. به گفته هنگامه مفید: «همان موسیقی است که در کودکستان‌ها سینه به سینه خوانده می‌شده‌اند و نشانی از آهنگساز آن‌ها نیست.»
این ترانهٔ کودکانه همچنین در آلبوم ترانه‌های بیداری با تنظیم ناصر نظر و صدای هنگامه مفید (هنگامه یاشار) در سال ۱۳۸۲ توسط مؤسسه فرهنگی هنری ماهور منتشر شد. در همین سال، با الهام از مصرع اول این ترانه، کتاب عروسک قشنگ من قرمز پوشیده با شعر فرحناز یوسفی منتشر شد.
در سال ۱۳۹۵ آلبوم موسیقی «ترانه‌های دیروز برای کودکان امروز» توسط مؤسسه فرهنگی هنری «نقطه تعریف» با تنظیم «غلامرضا فتحی» برای ارکستر به بازار آمد. در این آلبوم، نام آهنگساز و شاعر به همراه نُتِ آهنگ این اثر منتشر شد.

## متن شعر
| عروسک قشنگ من، قرمز پوشیده         |  | رو تختخواب مخمل آبی خوابیده   |
| یه روز مامان رفته بازار اونو خریده |  | قشنگ‌تر از عروسکم هیچ‌کس ندیده  |
| عروسک من چشماتو وا کن              |  | وقتی که شب شد اونوقت لالا کن  |
| بیا بریم توی حیاط با من بازی کن    |  | آببازی و گل‌بازی و طناب‌بازی کن |